# Колониальная выставка (совместный выпуск)

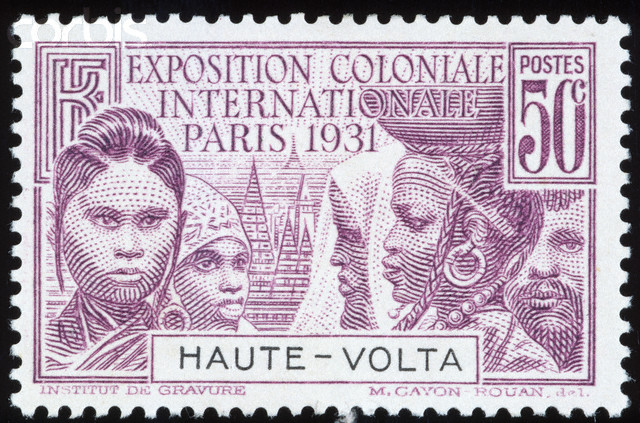
Выпуск «Международная колониальная выставка», Верхняя Вольта, 1931 г.

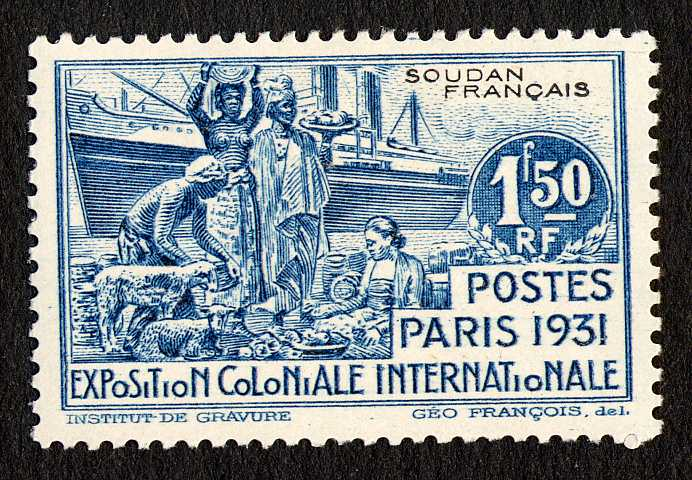
Выпуск «Международная колониальная выставка», Французский Судан, 1931 г.

Выпуск «Колониальная выставка» — первый омнибусный выпуск французской колониальной империи. Выпущенный в 1931 году в связи с Парижской колониальной выставкой, он состоял из почтовых марок четырёх различных гравированных рисунков, деноминированных в местных денежных единицах. В нём приняли участие 26 французских территорий.
Тематика четырёх рисунков отражала тематику выставки:
- Народы французской империи (зелёного цвета)
- Женские головы (фиолетового цвета)
- Аллегорическое изображение Франции, указывающей путь к цивилизации (красно-оранжевого цвета)
- Колониальная торговля: местные жители, держащие товары, с пароходом на заднем плане (синего цвета)

Надписи на марках: фр. «Exposition Coloniale Internationale Paris 1931» («Международная колониальная выставка Париж 1931 г.»). Рисунки были одинаковыми для всех территорий, отличаясь только денежными единицами и названием территории, которое было напечатано чёрным цветом. Франция также выпустила почтовые марки, посвящённые Колониальной выставке, но они были других рисунков.

## Участвующие колонии
- Французский Камерун
- Французский Чад
- Французская Дагомея
- Французская Гвиана
- Французская Гвинея
- Французская Индия
- Французская Полинезия
- Французский Судан
- Габон
- Гваделупа
- Французский Индокитай
- Кот-д’Ивуар
- Французский Мадагаскар
- Мартиника
- Мавритания
- Среднее Конго
- Новая Каледония
- Нигер
- Убанги-Шари
- Реюньон
- Сен-Пьер и Микелон
- Сенегал
- Французский берег Сомали
- Французское Того
- Верхняя Вольта
- Уоллис и Футуна